# Annexió
Az annexió vagy annektálás, azaz bekebelezés: egy államnak más állammal való egyesítése. A bekebelezett állam szuverenitása megszűnik, nemzetközi jogai, kötelezettségei és esetleges adósságai átszállnak a bekebelező államra.
A nemzetközi jog az annexiót megkülönbözteti az okkupációtól, ami megszállást jelent.

## Történelmi példák
- A különböző grúz hercegségeket az Orosz Birodalom 1801 és 1864 között annektálta.
- 1908 – Bosznia-Hercegovina bekebelezése az Osztrák–Magyar Monarchiába (az 1878-as okkupációt követően).
- A Krím félsziget elfoglalása Oroszország részéről 2014 tavaszán.

## További információ
- Okkupáció–annexió, 1878–1908
- Hóman Bálint munkái - Az annexiós válság